# Tour d'Espagne 1987
La 42e édition du Tour d'Espagne se déroule du 23 avril au 15 mai, entre Benidorm et Madrid. La course est remportée par Luis Herrera à une vitesse moyenne de 37,149 km/h.
Luis Herrera eut pour principal adversaire Sean Kelly repassé en tête du classement général à quatre jours de l'arrivée mais qui dut abandonner du fait d'une blessure à la selle. Le podium réunit outre Luis Herrera, Reimund Dietzen et Laurent Fignon. C'est la première victoire colombienne dans un grand tour.
Dans son autobiographie parue en 2009, Laurent Fignon insinue que les coureurs de son équipe furent payés pour laisser gagner Luis Herrera.

## Présentation
La course compte un prologue et vingt-deux étapes, et se déroule sur une distance totale de 3 922 km. Ce qui fait vingt-trois jours de compétition sans un jour de repos. Pour Vicente Belda, au départ de sa dixième Vuelta, ce Tour est le plus dur qu'il a eu à disputer. Pedro Delgado dit la même chose au soir de la huitième étape. Dix-huit équipes sont au départ, soit cent quatre-vingt coureurs.
Les favoris ont pour nom Pedro Delgado, Reimund Dietzen, Laurent Fignon ou Sean Kelly. Même s'il semble que le grand favori soit l'Irlandais. De nombreux Espagnols sont aussi des outsiders potentiels, comme Vicente Belda, Ángel Arroyo ou Marino Lejarreta. La veille du départ, le vainqueur sortant Álvaro Pino, victime d'une tendinite, déclare forfait, au grand dam des supporters espagnols. De même, l'équipe Fagor est considérablement affaiblie par les défections de Pedro Muñoz, Jean-Claude Bagot et Éric Caritoux. La direction de la formation a préféré, au dernier moment, les envoyer disputer le Tour d'Italie, bien meilleure préparation pour le Tour de France, selon elle. Luis Herrera prend le départ, affaibli par une forte grippe, survenue quelques jours avant le prologue. Il a pour simple objectif de disputer la Vuelta comme course préparatoire en vue du Tour de France 1987. Ainsi, le leader désigné de la formation Café de Colombia est Martín Ramírez (ancien vainqueur du Tour de l'Avenir 1985).

## Récit de la course

### 23 avril: prologue
Le Belge Jean-Luc Vandenbroucke, ancien pistard, remporte le prologue. Handicapé par une forte grippe, il voulait renoncer à s'aligner sur ce parcours, identique au prologue du Tour de Valence, qu'il avait gagné en début de saison. Bien qu'il mette vingt-trois secondes de plus que le 16 février précédent (en raison d'un fort vent de face sur les trois-quarts de la distance), ce spécialiste de ce genre d'exercice relègue à six secondes, le deuxième Sean Kelly. Le troisième Jesús Blanco Villar finit à neuf. Laurent Fignon perd vingt-huit secondes, Pedro Delgado, trente-deux et Luis Herrera, lui, trente-cinq. Toutefois, Vandenbroucke bénéficie de l'absence d'autres rouleurs comme Bert Oosterbosch ou Thierry Marie (présents les années précédentes).

### 24 et 25 avril: première et deuxième étapes
L'étape initiale de ce Tour d'Espagne mène le peloton de Benidorm à Albacete, sur une distance de 219 km. La région de la Manche est balayée par les vents. Ce qui provoque l'échec d'une tentative d'échappée d'Henri Abadie (butant sur le vent de face), puis à une cinquantaine de kilomètres de l'arrivée, le vent devient de côté et provoque des bordures. Fignon souffre d'une sinusite, et en compagnie d'Herrera, il perd vingt-sept secondes de plus, piégés dans une cassure. Sean Kelly remporte l'étape au sprint et s'empare de son premier maillot jaune de leader (en cinq participations), grâce aux bonifications récoltées lors de l'étape volante d'Alicante.
Le lendemain, l'arrivée est jugée à Valence et se termine, également, par un sprint massif. Paolo Rosola, emmené par toute l'équipe Bianchi - Gewiss, gagne devant Kelly. Cinq étapes volantes sont au programme de cette étape, Roberto Pagnin passe quatre fois deuxième derrière l'échappé Peter Hoondert. Il glane ainsi vingt-huit secondes de bonifications, et s'empare du maillot amarillo.

### 26 avril: troisième étape
Un contre-la-montre de 35 km, avec départ et arrivée au pied du stade de Mestalla, attend les coureurs. Il est composé de quatre grandes lignes droites pour majeure partie sur autoroute. C'est un tracé pour homme fort. Tandis que Fignon s'interroge sur son avenir dans la course, Kelly, grand favori de l'étape, la remporte avec dix-neuf secondes d'avance sur Blanco Villar et vingt-deux sur Pello Ruiz Cabestany. Il reprend la tête du classement général. Il relègue les autres favoris, Dietzen à trente-trois secondes, Fignon à une minute trente-six, Delgado à une minute cinquante-et-une et Herrera à deux minutes trente-six. Pagnin perd plus de trois minutes et son maillot.

### 27 et 28 avril: quatre et cinquième étapes
Malgré trois cols de troisième catégorie sur le parcours (qui n'éliminent que quelques sprinters) et de nombreuses échappées (dont la plus sérieuse comprend Pascal Poisson, cinquième à cinquante-huit secondes du leader), la quatrième étape se termine par un sprint massif où le champion d'Espagne, Alfonso Gutiérrez s'impose. Aucun changement au classement général, le podium de l'étape de la veille est aux trois premières places. Kelly devance Blanco Villar de vingt-neuf secondes et Ruiz Cabestany de trente-quatre.
Lors de l'étape suivante, qui mène à Barcelone, Roberto Pagnin s'échappe au dixième kilomètre, il est rejoint par Henri Abadie. Ils roulent ensemble cent-cinquante kilomètres. Leur entente est bonne jusqu'aux abords de l'arrivée, où ils se disputent la victoire d'étape. Abadie pensait que Pagnin lui laisserait le gain de l'étape puisqu'il reprenait le maillot de leader à Kelly. Mais l'Italien veut l'étape (se désintéressant du maillot jaune) et ne la lui laisse pas. Le Français doit se contenter du maillot du meilleur grimpeur. Deux cols de seconde catégorie, situés en fin d'étape, permettent une première confrontation entre leaders, dans laquelle Herrera perd, encore, du temps. À moins de quinze kilomètres de l'arrivée, le coureur colombien Segundo Chaparro chute lourdement et se fracture le crâne. Il sera hospitalisé une quinzaine de jours et ne pourra jamais reprendre sa carrière sportive.

### 29 avril: sixième étape
Les concurrents de ce XLIIe Tour d'Espagne font connaissance avec la montagne, à partir du km 170. Partant de la capitale catalane (au niveau de la mer), ils terminent l'étape à 2 110 mètres d'altitude, dans la station de sports d'hiver de Grau Roig, en Andorre. Jesús Ibáñez Loyo s'échappe peu avant le ravitaillement et prend plus d'un quart d'heure d'avance sur le peloton, grâce à un fort vent favorable et à l'apathie du peloton (les favoris, attendant les premières pentes pour s'expliquer). Le champion d'Espagne 1984 remporte l'étape, après deux saisons sans gagner, avec deux minutes d'avance sur les principaux favoris. Dès les premiers hectomètres d'ascension, les Colombiens José Patrocinio Jiménez et Henry Cárdenas (en compagnie de Vicente Belda) préparent le terrain à une attaque de Luis Herrera. Quand celui-ci démarre seul Belda peut l'accompagner. Herrera finit troisième dans la roue de Belda et reprend du temps à tout le monde. Delgado termine à vingt-deux secondes, Sean Kelly à une minute et Fignon plus loin encore. Les Colombiens finissent à cinq dans les dix premiers de l'étape. Cependant Kelly profite de cette arrivée en altitude, pour récupérer le maillot jaune. Delgado remonte à la quatrième place du classement général provisoire, Herrera à la huitième. L'étape est fatale à Pagnin et à Ruiz Cabestany (qui termine à plus de sept minutes).

### 30 avril: septième étape
C'est une deuxième étape de montagne qui attend les coureurs, avec cinq cols répertoriés dont l'arrivée à Cerler, classée en hors-catégorie. L'étape se termine par une ascension, longue de dix-neuf kilomètres, qui mène les coureurs de Benasque (altitude : 1 140 mètres) à l'arrivée, jugée à 1 900 mètres. La journée voit les Colombiens imprimer un rythme infernal dès que la route s'élève. Selon Herrera, leur objectif est d'interdire toute échappée au long cours, qui pourrait devenir dangereuse pour le classement général, et d'isoler les favoris, en tentant d'éliminer leurs coéquipiers. La stratégie se révèle payante puisque trente-cinq coureurs sont éliminés (soit par abandon, soit en finissant hors-délais). Pourtant, les commissaires de course allongeront ces délais d'élimination pour en repêcher vingt-sept autres. Au pied de la dernière ascension, toutes les échappées ont été annihilées. Pedro Saúl Morales lance la première attaque. Laudelino Cubino revient sur lui et le décramponne. L'Espagnol est suivi à quelques secondes par Herrera et Belda. Il les contiendra à neuf et dix secondes. Toutefois le Colombien reprend une trentaine de secondes à un petit groupe de favoris qui se dispute la quatrième place, et où figurent Pedro Delgado et Reimund Dietzen, nouveau leader de la course. En effet, Kelly, cède et est absent de ce groupe, il perd deux minutes sur Cubino et son maillot jaune pour deux secondes. Herrera s'empare du maillot du meilleur grimpeur et se classe au cinquième rang du classement général, à quarante-neuf secondes de l'Allemand. La seconde formation colombienne, Ryalcao - Postobón prend la tête du classement par équipes. La lutte pour la victoire finale est, maintenant, circonscrite à six prétendants : Dietzen, Kelly, Delgado, Julián Gorospe, Herrera et Óscar de Jesús Vargas.

### 1eret 2 mai: huit et neuvième étapes
Ce sont deux étapes, dite de transition, qui se succèdent. La première se termine à Saragosse, au pied du stade de La Romareda, par la victoire d'Iñaki Gastón. Celui-ci démarre dans les derniers hectomètres pour devancer le sprint massif. Auparavant l'équipe BH du sprinter Manuel Jorge Domínguez avait chassé  derrière Éric Guyot, échappé du jour et qui avait compté jusqu'à huit minutes d'avance. La santé de Laurent Fignon s'améliore et il reprend vingt secondes dans les différentes étapes volantes de la journée, pour ne plus compter que trois minutes de retard sur Dietzen.
Le lendemain, le peloton rejoint Pampelune. Le grimpeur Felipe Yáñez gagne l'étape en solitaire. Après s'être ravitaillé en bidons, Yáñez remonte vers la tête du peloton et profite du ralentissement de celui-ci (les Reynolds venant d'annihiler une échappée de José Sarrapio et de Joaquín Hernández), pour s'échapper. Bénéficiant d'un vent favorable et de la permissivité des favoris (préoccupés par l'étape du lendemain), il prend jusqu'à huit minutes d'avance. À l'arrivée dans la capitale navarraise, il lui en reste plus de deux sur un groupe de cinq hommes qui avait faussé compagnie au reste du peloton, dans les faubourgs de la ville. Bien leur en prit puisque Yáñez disqualifié, pour contrôle antidopage positif, c'est Antonio Esparza, deuxième de l'étape, qui est déclaré vainqueur, ultérieurement. Fignon grappille encore quatre secondes dans une étape volante.

### 3 mai: dixième étape
Le froid, la pluie et même la neige font leur apparition sur la course. Enrique Aja s'impose au sommet de la station de sports d'hiver d'Alto Campoo. Antonio Coll s'échappe dès le premier kilomètre et compte jusqu'à dix-sept minutes d'avance sur le peloton, cent kilomètres plus loin. Sean Kelly et Pello Ruiz Cabestany accélèrent dans une ascension et Aja les suit pour protéger son leader Dietzen. Les deux se relèvent rapidement mais pas Aja, qui accompagné de Roberto Pagnin et d'Erwin Nijboer part à la poursuite de Coll. Pagnin cède dès les premiers lacets de l'ascension suivante. Aja et Nijboer rejoignent Coll au km 190, pour le déposer immédiatement. Dans l'ultime montée, le Néerlandais laisse filer Aja vers la victoire. À la grande colère des reporters espagnols, les leaders décident de neutraliser l'ascension et se présentent groupés sur la ligne d'arrivée, quatre minutes après lui. L'étape a démarré avec près d'une demi-heure de retard, Pedro Delgado ayant été chargé par ses collègues de trouver un accord avec Unipublic (l'organisateur de la Vuelta) pour assouplir les délais d'élimination, fixés à 8 %,.

### 4 mai: onzième étape
Cette quatrième étape de haute montagne arrive aux lacs de Covadonga, dans les Asturies. C'est la seule des quatre arrivées en altitude qui se termine par la victoire d'un des favoris. Une vingtaine de coureurs s'enfuient dès le départ. Leur avance devient conséquente et Néstor Mora se retrouve virtuel maillot jaune. Bernard Richard se lance à la poursuite d'Alfonso Gutiérrez qui s'était isolé du groupe. Richard continue seul devant, pris en chasse par Pagnin, qui ne le rejoindra jamais. Au pied de l'ultime ascension, classée en hors-catégorie, ces derniers sont repris (les autres échappés matinaux ayant été avalés par le peloton, emmené par les Teka et les Kas, quarante kilomètres auparavant). Luis Herrera a prémédité une attaque et les Colombiens impriment un rythme soutenu (notamment par l'intermédiaire d'Argemiro Bohórquez). Lorsque Herrera s'enfuit, personne ne peut répondre. Deux duos le poursuivent, tentant de limiter l'écart, Belda et Vargas et, derrière, Kelly avec Ángel Arroyo. Ce dernier cède et l'Irlandais rejoint les deux autres, où Vargas ne relaie pas. Herrera remporte l'étape en relèguant le trio à près d'une minute trente. Dietzen termine une quinzaine de secondes plus tard, grâce au soutien de son coéquipier Blanco Villar. Delgado et Fignon finissent à plus de trois minutes. Le Colombien s'empare du maillot jaune, mais n'effraie pas la concurrence. Dietzen assure, sur la ligne d'arrivée, au micro des reporters que Herrera ne gagnera pas la Vuelta, trop handicapé par ses lacunes dans le contre-la-montre et par l'incapacité de ses coéquipiers à contrôler la course dans les étapes de plaine. Faustino Rupérez, directeur sportif de Kelly, lui, ne cache pas sa satisfaction. Selon lui, l'Irlandais, moins performant en haute montagne, va retrouver un terrain lui correspondant mieux, avec seulement quarante secondes de retard et le déclare candidat au titre. Les journalistes de L'Équipe comme ceux d'El Mundo Deportivo en font également leur favori pour la victoire finale, soulignant son efficacité dans la montée vers les Lacs. Par contre, Gorospe (en perdant cinq minutes), Delgado et Fignon sont les principales victimes de l'ascension asturienne.

### 5 et 6 mai: douze et treizième étapes
Ce sont deux étapes disputées dans le nord du pays. La première se déroule dans la province des Asturies et est qualifiée de transition après l'étape des Lacs de la veille. Sur une distance très courte, la vitesse moyenne y est élevée. En quête de rachat, Marino Lejarreta, accusant un retard d'une vingtaine de minutes, s'échappe dès le vingtième kilomètre et reste en tête de la course plus de quatre-vingt-dix kilomètres. Son projet est contrecarré par les Système U, également à la recherche d'un succès d'estime. Un groupe de six hommes s'échappe à dix kilomètres de l'arrivée, duquel sort Carlos Hernández. Pourchassé par deux Système U Christophe Lavainne et Pascal Poisson, il remporte l'étape, les devançant de treize secondes et le peloton (avec tous les leaders) de vingt-et-une.
La seconde voit la victoire du Colombien de la Kelme, Carlos Emiro Gutiérrez. Il s'enfuit dès le départ avec l'Espagnol Rafael García. Un autre coureur ibérique Ricardo Zúñiga (es) se joint à eux, quelques kilomètres plus tard. À vingt-sept kilomètres de l'arrivée, Gutiérrez profite d'un petit raidillon pour fausser compagnie aux deux Espagnols. Près de six heures après le début de la fugue, il termine seul avec soixante-dix secondes d'avance sur ses anciens compagnons d'échappée. À la surprise des commentateurs, les Kas et les Teka ont aidé les coéquipiers d'Herrera à réduire l'écart avec les fuyards (monté à près de dix-huit minutes), mais ont laissé partir Laurent Fignon, à dix-neuf kilomètres de l'arrivée. Celui-ci, avec la collaboration de Blanco Villar et de Federico Echave, arrive avec quatre minutes de retard dans un petit groupe, qui reprend une minute au peloton des leaders.

### 7 au 10 mai: de la quatorze à la dix-septième étapes
Ce sont quatre étapes qui ont un scénario similaire : un membre de l'échappée conclut victorieusement sa fugue et le leader n'est pas inquiété. Le 7 mai, la course mène les coureurs à l'extrême nord-ouest de la péninsule (point le plus éloigné de Madrid, lors de cette course). Miguel Moreno, le directeur sportif de l'équipe Zahor, lance plusieurs de ses coureurs à l'attaque. Jusqu'à ce que le plus fort d'entre eux Juan Fernández Martín trouve l'ouverture. Accompagné de René Beuker (nl), il s'échappe à cent kilomètres de l'arrivée et dispose du Néerlandais au sprint pour la victoire. Roberto Pagnin et Éric Guyot, échappés durant une quinzaine de kilomètres finissent avec six minutes de retard, trente secondes devant le peloton.
Le lendemain, la course effectue sa lente descente vers la capitale espagnole. Le champion du monde Moreno Argentin, totalement transparent lors de cette Vuelta ne prend pas le départ (malgré une forte somme allouée par les organisateurs pour sa venue, au point qu'ils envisagent de demander des sanctions). Après une ou deux vaines tentatives d'échappées, Antonio Esparza trouve l'ouverture et après cent-un kilomètres en solitaire, s'impose, avec un avantage de près de quatre minutes sur le peloton. Fignon grappille sept secondes de bonifications et devient, pour les reporters, un vainqueur potentiel malgré ses cinq minutes de retard sur Herrera.
Le 9 mai, les coureurs partent de Punteareas, ville où résidait le champion sortant Álvaro Pino. C'est l'étape la plus longue de ce Tour d'Espagne et quatre cols de troisième et quatrième catégorie jalonnent le parcours. Dès le départ, Henri Abadie s'échappe avec Carlos Hernández (celui-ci se relève rapidement) et le Français reçoit le renfort de Santiago Portillo et de Dominique Arnaud. L'écart avec le peloton monte jusqu'à dix-neuf minutes. À douze kilomètres de l'arrivée, Arnaud crève, les deux autres ne l'attendent pas. Arnaud revient sur eux, profite des voitures suiveuses pour les surprendre et s'imposer en solitaire. Il s'impose, avec plus d'une minute d'avance sur Henri Abadie (qui termine, pour la seconde fois, deuxième dans cette Vuelta) et plus de neuf minutes devant le peloton.
Roberto Pagnin, seul rescapé de son équipe, remporte sa deuxième étape sur ce Tour d'Espagne. Échappé dès le deuxième kilomètre puis repris, il ressort mille mètres plus loin. Il gagne la dix-septième étape, trente secondes devant ses deux compagnons de fugue (René Beuker, échappé trois jours auparavant et Francisco Navarro) qui l'avaient rejoint à cent kilomètres du terme. Bien que supérieur au sprint, peu satisfait de leur collaboration, il les abandonne au km 211. Le peloton, emmené par les Postobón et les Café de Colombia qui font cause commune, finit à plus de dix minutes. Durant ces quatre jours, aucun changement n'est constaté en haut du classement général, au grand désappointement des reporters. Certains, d'ailleurs, nomment cette période la semana trágica (pour l'image désastreuse de leaders apathiques que montre au public ce Tour d'Espagne).

### 11 mai: dix-huitième étape
C'est l'étape attendue depuis une semaine par les favoris mais aussi par les suiveurs. Le deuxième contre-la-montre individuel de l'épreuve modifie sensiblement les classements. Bien qu'il termine deuxième de l'étape, derrière Jesús Blanco Villar, Sean Kelly reprend le maillot jaune. Luis Herrera le suit à quarante-deux secondes. Reimund Dietzen a dix secondes de plus de retard. Laurent Fignon, est la déception de la journée, en perdant une minute et vingt secondes. Pedro Delgado, par contre, perd moins de temps que prévu et se retrouve, en compagnie d'Óscar Vargas, à trois minutes et trente-neuf secondes de Kelly. Vicente Belda, lui voit ses espoirs de remporter la course s'envoler, avec les deux minutes trente-quatre qu'il cède dans le contre-la-montre. Sur un parcours rectiligne, Blanco Villar a vingt-quatre secondes d'avance sur Kelly à mi-chemin. Son avantage se réduit de moitié au km 20 et à l'arrivée, il se fixe à onze secondes. La formation Teka, du vainqueur de l'étape, elle, se replace en tête du classement par équipes. Après un rapide sondage auprès des directeurs sportifs, Herrera semble avoir leur faveur pour la victoire finale. Mais Kelly obtient bon nombre de suffrages, et à un degré moindre, Delgado. Vingt-cinq ans plus tard, Herrera, lui-même, confie la confiance que lui a apporté cette étape. Le bilan de la journée lui paraissait favorable : seulement quarante-deux secondes de retard sur Kelly, les autres rivaux derrière lui et un programme de trois étapes montagneuses qui les attendait.

### 12 mai: dix-neuvième étape
Bien placé pour remporter le Tour d'Espagne puisque leader à 3 jours de l'arrivée, Sean Kelly abandonna du fait d'une blessure à la selle lui infligeant des souffrances insupportables, laissant la voie libre à Herrera.

## Classement général
| 1.  | Luis Herrera          | Colombie             | en | 105 h 34 min 25 s |
| 2.  | Reimund Dietzen       | Allemagne de l'Ouest | +  | 1 min 04 s        |
| 3.  | Laurent Fignon        | France               |    | 3 min 13 s        |
| 4.  | Pedro Delgado         | Espagne              |    | 3 min 52 s        |
| 5.  | Óscar de Jesús Vargas | Colombie             |    | 4 min 03 s        |
| 6.  | Vicente Belda         | Espagne              |    | 4 min 40 s        |
| 7.  | Anselmo Fuerte        | Espagne              |    | 4 min 59 s        |
| 8.  | Yvon Madiot           | France               |    | 5 min 25 s        |
| 9.  | Henry Cárdenas        | Colombie             |    | 7 min 08 s        |
| 10. | Omar Hernández        | Colombie             |    | 7 min 33 s        |

Source : le quotidien L'Équipe des samedi 16 et dimanche 17 mai 1987. 

## Étapes
| Etape    | Date     | Villes étapes                      | km         | Vainqueur d'étape               | Maillot jaune                   |
| Prologue | 23 avril | Benidorm                           | 6,6 (CLM)  | Jean-Luc Vandenbroucke Belgique | Jean-Luc Vandenbroucke Belgique |
| 1re      | 24 avril | Benidorm - Albacete                | 219        | Sean Kelly Irlande              | Sean Kelly Irlande              |
| 2e       | 25 avril | Albacete - Valence                 | 217        | Paolo Rosola Italie             | Roberto Pagnin Italie           |
| 3e       | 26 avril | Valence                            | 34,8 (CLM) | Sean Kelly Irlande              | Sean Kelly Irlande              |
| 4e       | 27 avril | Valence - Villarreal               | 169        | Alfonso Gutiérrez Espagne       | Sean Kelly Irlande              |
| 5e       | 28 avril | Salou - Barcelone                  | 165        | Roberto Pagnin Italie           | Roberto Pagnin Italie           |
| 6e       | 29 avril | Barcelone - Andorre                | 220        | Jesús Ibáñez Loyo Espagne       | Sean Kelly Irlande              |
| 7e       | 30 avril | Seo de Urgel - Cerler              | 186        | Laudelino Cubino Espagne        | Reimund Dietzen Allemagne       |
| 8e       | 1er mai  | Benasque - Saragosse               | 219        | Iñaki Gastón Espagne            | Reimund Dietzen Allemagne       |
| 9e       | 2 mai    | Saragosse - Pampelune              | 180        | Antonio Esparza Espagne         | Reimund Dietzen Allemagne       |
| 10e      | 3 mai    | Miranda de Ebro - Alto Campoo (es) | 213        | Enrique Aja Espagne             | Reimund Dietzen Allemagne       |
| 11e      | 4 mai    | Santander - Lacs de Covadonga      | 179        | Luis Herrera Colombie           | Luis Herrera Colombie           |
| 12e      | 5 mai    | Cangas de Onís - Oviedo            | 142        | Carlos Hernández Bailo Espagne  | Luis Herrera Colombie           |
| 13e      | 6 mai    | Luarca - El Ferrol                 | 223        | Carlos Emiro Gutiérrez Colombie | Luis Herrera Colombie           |
| 14e      | 7 mai    | El Ferrol - La Corogne             | 220        | Juan Fernández Martín Espagne   | Luis Herrera Colombie           |
| 15e      | 8 mai    | La Corogne - Vigo                  | 185        | Antonio Esparza Espagne         | Luis Herrera Colombie           |
| 16e      | 9 mai    | Punteareas - Ponferrada            | 237        | Dominique Arnaud France         | Luis Herrera Colombie           |
| 17e      | 10 mai   | Ponferrada - Valladolid            | 221        | Roberto Pagnin Italie           | Luis Herrera Colombie           |
| 18e      | 11 mai   | Valladolid                         | 24 (CLM)   | Jesús Blanco Villar Espagne     | Sean Kelly Irlande              |
| 19e      | 12 mai   | El Barco de Ávila - Ávila          | 213        | Laurent Fignon France           | Luis Herrera Colombie           |
| 20e      | 13 mai   | Ávila - Ségovie                    | 183        | Omar Hernández Colombie         | Luis Herrera Colombie           |
| 21e      | 14 mai   | Ségovie - Collado Villalba         | 160        | Pacho Rodríguez Colombie        | Luis Herrera Colombie           |
| 22e      | 15 mai   | Alcalá de Henares - Madrid         | 173        | Jaime Vilamajó Espagne          | Luis Herrera Colombie           |

## Équipes participantes
| Équipes           | Principaux engagés                                                                                          |
| BH                | Laudelino Cubino, Anselmo Fuerte, Pacho Rodríguez, Manuel Jorge Domínguez, Federico Echave                  |
| ADR-IOC-MBK       | Gregor Braun                                                                                                |
| Bose-Système U    | Laurent Fignon, Yvon Madiot, Éric Guyot                                                                     |
| Café de Colombia  | Luis Herrera, Henry Cárdenas, José Patrocinio Jiménez                                                       |
| Caja Rural-Orbea  | Pello Ruiz Cabestany, Antonio Esparza, Jaime Vilamajó                                                       |
| Dormilón          | Luc Suykerbuyk, Rafael García                                                                               |
| Lucas-DYC         | Felipe Yáñez, Bjarne Riis                                                                                   |
| Fagor-Larios      | Martin Earley, Henri Abadie                                                                                 |
| Frinca-Colchón CR | Miguel Ángel Iglesias, Ricardo Zúñiga (es)                                                                  |
| Gewiss-Bianchi    | Moreno Argentin, Roberto Pagnin, Paolo Rosola                                                               |
| Kas               | Sean Kelly, Iñaki Gastón, Jean-Luc Vandenbroucke                                                            |
| Kelme             | Vicente Belda, Carlos Emiro Gutiérrez                                                                       |
| PDM               | Pedro Delgado, René Beuker (nl), Peter Hoondert                                                             |
| Reynolds-Seur     | Ángel Arroyo, Dominique Arnaud                                                                              |
| Ryalcao Postobón  | Omar Hernández, Óscar de Jesús Vargas, Néstor Mora, Pedro Saúl Morales, Segundo Chaparro                    |
| Sporting-Vitalis  | Joaquim Gomes                                                                                               |
| Teka              | Jesús Blanco Villar, Enrique Aja, Reimund Dietzen, Alfonso Gutiérrez, Carlos Hernández Bailo, José Sarrapio |
| Zahor             | Juan Fernández Martín, Jesús Ibáñez Loyo, Santiago Portillo                                                 |

## Liste des coureurs
- La liste des engagés

| BH | Dormilón | Frinca-Colchón CR |
| - 1 Jesús Cruz Martín (Esp) - 2 Laudelino Cubino (Esp) - 3 Juan Carlos Rozas (en) (Esp) - 4 Philippe Bouvatier (Fra) - 5 Manuel Jorge Domínguez (Esp) - 6 Federico Echave (Esp) - 7 Anselmo Fuerte (Esp) - 8 José Luis Navarro (Esp) - 9 Francisco Rodriguez (Col) - 10 Guido Van Calster (Bel) | - 11 Juan Gomila (Esp) - 12 Roberto Córdoba (Esp) - 13 José Rafael García (Esp) - 14 José María González (Esp) - 15 Aurelio Robles (Esp) - 16 Jaime Salva (Esp) - 17 Mariano Sánchez (Esp) - 18 Francisco Navarro (Esp) - 19 Luc Suykerbuyk (Hol) - 20 Leo Wellens (Bel)                                       | - 21 Miguel Ángel Iglesias (Esp) - 22 Ricardo Zúñiga (ca) (Esp) - 23 Jesús Rodríguez Rodríguez (es) (Esp) - 24 Juan Alberto Reig (Esp) - 25 Hipólito Verdú (Esp) - 26 Joaquin Faura (Esp) - 27 José Javier Ruiz Frances (Esp) - 28 Emilio García Pérez (And) - 29 Antonio Provencio (Esp) - 30 José Antonio Borja (Esp)               |
| Kas | Kelme | Caja Rural-Orbea |
| - 31 Sean Kelly (Irl) - 32 Jean-Luc Vandenbroucke (Bel) - 33 Iñaki Gastón (Esp) - 34 Celestino Prieto (Esp) - 35 Jesús Montoya (Esp) - 36 Alfred Achermann (Sui) - 37 Acácio da Silva (Por) - 38 Jacques Decrion (Fra) - 39 Francisco Espinosa (Esp) - 40 Javier Lukin (Esp)                    | - 41 Vicente Belda (Esp) - 42 José Recio (Esp) - 43 Antonio Coll (Esp) - 44 José María Moreno (ca) (Esp) - 45 Juan Martínez Oliver (Esp) - 46 Carlos Emiro Gutiérrez (Col) - 47 Alirio Chizabas (es) (Col) - 48 Javier Castellar (es) (Esp) - 49 Joaquin Llach (it) (Esp) - 50 Joaquín Hernández (Esp)         | - 51 Pello Ruiz Cabestany (Esp) - 52 Marino Lejarreta (Esp) - 53 Erwin Nijboer (Hol) - 54 Imanol Murga (Esp) - 55 Jaime Vilamajó (Esp) - 56 Vicente Ridaura (Esp) - 57 José Salvador Sanchis (Esp) - 58 Antonio Esparza (Esp) - 59 Manuel Guijarro (Esp) - 60 Roque de la Cruz (Esp)                                                  |
| Reynolds-Seur | Teka | Zahor |
| - 61 Ángel Arroyo (Esp) - 62 Dominique Arnaud (Fra) - 63 Samuel Cabrera (Col) - 64 Marc Gomez (Fra) - 65 Julián Gorospe (Esp) - 66 Rubén Gorospe (Esp) - 67 Jesús Hernández Úbeda (Esp) - 68 Fernando Pacheco (es) (Esp) - 69 Miguel Indurain (Esp) - 70 José Enrique Carrera (Esp)             | - 71 Jesús Blanco Villar (Esp) - 72 Enrique Aja (Esp) - 73 Reimund Dietzen (All) - 74 Alfonso Gutiérrez (Esp) - 75 Eduardo Chozas (Esp) - 76 Jesús Rodríguez Magro (Esp) - 77 Ángel Camarillo (Esp) - 78 Peter Hilse (All) - 79 José Ángel Sarrapio (Esp) - 80 Carlos Hernández Bailo (Esp)                    | - 81 Juan Fernández Martín (Esp) - 82 Jesús Suárez Cueva (Esp) - 83 Juan María Eguiarte (Esp) - 84 Manuel Carrera (ca) (Esp) - 85 Roberto Torres (Esp) - 86 Juan Tomás Martínez (es) (Esp) - 87 Ángel de las Heras (ca) (Esp) - 88 Jesús Ignacio Ibáñez Loyo (Esp) - 89 Santiago Portillo (Esp) - 90 Jesús Rodríguez Carballido (Esp) |
| ADR-IOC-MBK | Bose-Système U | Café de Colombia |
| - 91 Gregor Braun (All) - 92 Francis Castaing (Fra) - 93 Robert D'Hont (nl) (Bel) - 94 Dirk Wayenberg (Bel) - 95 Martin Durant (Bel) - 96 Matthew Eaton (Usa) - 97 Philippe Galvez (Fra) - 98 Éric Salomon (Fra) - 99 Marco van der Hulst (nl) (Hol) - 100 Luc Wallays (Bel)                    | - 101 Laurent Fignon (Fra) - 102 Laurent Biondi (Fra) - 103 Bernard Gavillet (Sui) - 104 Éric Guyot (Fra) - 105 Søren Lilholt (Dan) - 106 Yvon Madiot (Fra) - 107 Gérard Rué (Fra) - 108 Christophe Lavainne (Fra) - 109 Pascal Poisson (Fra) - 110 Jonas Tegström (Sue)                                       | - 111 Luis Herrera (Col) - 112 Martín Ramírez (Col) - 113 José Patrocinio Jiménez (Col) - 114 Henry Cárdenas (Col) - 115 Froylan Morales (Col) - 116 Marco Antonio León (en) (Col) - 117 Abelardo Rondón (Col) - 118 Juan Carlos Castillo (Col) - 119 Israel Corredor (Col) - 120 Argemiro Bohórquez (es) (Col)                       |
| Lucas-DYC | Fagor-Larios | Gewiss-Bianchi |
| - 121 Felipe Yáñez (Esp) - 122 José del Ramo (Esp) - 123 Ronny Van Holen (Bel) - 124 Noël Segers (Bel) - 125 Bjarne Riis (Dan) - 126 Patrick Deneut (Bel) - 127 Guido Verdeyen (Bel) - 128 Leon Nevels (Hol) - 129 Steen Petersen (it) (Dan) - 130 Werner Devos (Bel)                           | - 131 Martin Earley (Irl) - 132 Bernard Richard (Fra) - 133 François Lemarchand (Fra) - 134 Johnny Weltz (Dan) - 135 Pol Verschuere (Bel) - 136 Karl Maxon (Usa) - 137 Henri Abadie (Fra) - 138 Gaxento Oñaederra (Esp) - 139 Jean-Jacques Philipp (Fra) - 140 Claude Séguy (Fra)                              | - 141 Moreno Argentin (Ita) - 142 Emanuele Bombini (Ita) - 143 Stefan Brykt (Sue) - 144 Tullio Cortinovis (Ita) - 145 Dario Mariuzzo (Ita) - 146 Silvio Martinello (Ita) - 147 Roberto Pagnin (Ita) - 148 Renato Piccolo (Ita) - 149 Paolo Rosola (Ita) - 150 Arno Küttel (Sui)                                                       |
| PDM | Ryalcao Postobón | Sporting-Vitalis |
| - 151 Wim Arras (Bel) - 152 René Beuker (nl) (Hol) - 153 Henk Boeve (nl) (Hol) - 154 Pedro Delgado (Esp) - 155 José Luis Laguía (Esp) - 156 Jorg Muller (Sui) - 157 Marc van Orsouw (Hol) - 158 Henri Manders (Hol) - 159 Gert-Jan Theunisse (Hol) - 160 Peter Hoondert (Hol)                   | - 161 Omar Hernández (Col) - 162 Óscar de Jesús Vargas (Col) - 163 Pablo Wilches (Col) - 164 Pedro Saúl Morales (Col) - 165 Néstor Mora (Col) - 166 Carlos Mario Jaramillo (Col) - 167 Segundo Chaparro (Col) - 168 Héctor Patarroyo (es) (Col) - 169 Luis Fernando Mosquera (Col) - 170 Gerardo Moncada (Col) | - 171 Marco Chagas (Por) - 172 José Xavier (Por) - 173 Jacinto Paulinho (Por) - 174 Joaquim Gomes (Por) - 175 Serafim Vieira (pt) (Por) - 176 Vítor Paulo Rodrigues (Por) - 177 - - 178 Adelino Teixeira (Por) - 179 Luis Domingos (Por) - 180 Manuel Zeferino (Por)                                                                  |